# 스토몹테릭스 데테르셀라
스토몹테릭스 데테르셀라(Stomopteryx detersella)는 뿔나방과에 속하는 나방이다. 이 나방은 1847년에 필리프 크리스토프 젤러에 의해 기재되었다. 포르투갈, 스페인, 프랑스, 이탈리아, 폴란드, 슬로바키아, 크로아티아, 알바니아, 불가리아, 헝가리, 루마니아, 북마케도니아, 그리스, 터키, 러시아, 우크라이나 뿐만 아니라 시실리, 크레타, 그리고 카나리아 제도에서 발견되는 등 남부와 동부 유럽 지역에 서식한다. 날개의 길이는 약 17mm이다. 이 나방의 애벌레들은 쇠붓꽃 속 식물을 먹이로 삼는다. 처음에는 줄기의 외부층을 먹지만, 나중에는 줄기 내부로 침투하여 먹게 된다.